# Кошаркашка репрезентација Јордана
Кошаркашка репрезентација Јордана представља Јордан на међународним кошаркашким такмичењима и под контролом је Кошаркашког савеза Јордана.

## Учешћа на међународним такмичењима

### Светска првенства
| Година | Позиција              | Ут.                   | Поб.                  | Пор.                  |
| ------ | --------------------- | --------------------- | --------------------- | --------------------- |
| 2010.  | 23. место             | 5                     | 0                     | 5                     |
| 2014.  | Није се квалификовала | Није се квалификовала | Није се квалификовала | Није се квалификовала |
| 2019.  | 28. место             | 5                     | 1                     | 4                     |
| 2023.  | 32. место             | 5                     | 0                     | 5                     |
| Укупно | -                     | 15                    | 1                     | 14                    |

### Азијска првенства(15)
| Година | Позиција              | Ут.                   | Поб.                  | Пор.                  |
| ------ | --------------------- | --------------------- | --------------------- | --------------------- |
| 1983.  | 8.                    | 6                     | 4                     | 2                     |
| 1986.  | 9.                    | 6                     | 4                     | 2                     |
| 1987.  | 10.                   | 6                     | 3                     | 3                     |
| 1989.  | Није се квалификовала | Није се квалификовала | Није се квалификовала | Није се квалификовала |
| 1991.  | 8.                    | 9                     | 3                     | 6                     |
| 1993.  | 9.                    | 7                     | 5                     | 2                     |
| 1995.  | 17.                   | 6                     | 2                     | 4                     |
| 1997.  | 7.                    | 7                     | 3                     | 4                     |
| 1999.  | Није се квалификовала | Није се квалификовала | Није се квалификовала | Није се квалификовала |
| 2001.  | Није се квалификовала | Није се квалификовала | Није се квалификовала | Није се квалификовала |
| 2003.  | 10.                   | 7                     | 3                     | 4                     |
| 2005.  | 7.                    | 8                     | 3                     | 5                     |
| 2007.  | 5.                    | 8                     | 5                     | 3                     |
| 2009.  |                       | 9                     | 7                     | 2                     |
| 2011.  |                       | 9                     | 5                     | 4                     |
| 2013.  | 7.                    | 9                     | 4                     | 5                     |
| 2015.  | 9.                    | 8                     | 5                     | 3                     |
| 2017.  | 8.                    | 7                     | 3                     | 4                     |
| Укупно | 1 x 1 x               | 112                   | 59                    | 53                    |